# Organizacja non-profit
Organizacja non-profit – organizacja pozarządowa, której działania skierowane są na zaspokajanie interesów o charakterze nieekonomicznym czyli not-for-profit lub non-profit, w przeciwieństwie do działań przedsiębiorców działających w celu przyniesienia zysku. Jest finansowana z budżetów publicznych: państwowych, regionalnych, lokalnych, a także przez darczyńców indywidualnych oraz firmy.
W Polsce najczęściej przybiera postać stowarzyszenia lub fundacji. Jest to dobrowolne, trwałe i samorządne zrzeszenie, które samodzielnie określa swoje cele, programy działania i struktury organizacyjne oraz uchwala akty wewnętrzne dotyczące działalności. Jej podstawą jest praca społeczna członków. Wszystkie wpływy przeznaczone są na realizowanie celów określonych w statucie oraz rozwój. Podmioty zarządzające organizacją nie otrzymują wynagrodzenia za swoją pracę.

## Prawo polskie
Według art. 3 ust. 2 ustawy z dnia 24 kwietnia 2003 roku o działalności pożytku publicznego i o wolontariacie w Polsce „organizacjami pozarządowymi są, niebędące jednostkami sektora finansów publicznych, w rozumieniu przepisów o finansach publicznych, i niedziałające w celu osiągnięcia zysku, osoby prawne lub jednostki nieposiadające osobowości prawnej utworzone na podstawie przepisów ustaw, w tym fundacje i stowarzyszenia...”.
Zgodnie z Ustawą działalność pożytku publicznego mogą prowadzić także:
- osoby prawne i jednostki organizacyjne działające na podstawie przepisów o stosunku Państwa do Kościoła Katolickiego w RP[5] (np. parafie, diecezje, Caritas Polska[6])
- stowarzyszenia jednostek samorządu terytorialnego;
- spółdzielnie socjalne;
- spółki akcyjne i spółki z ograniczoną odpowiedzialnością oraz kluby sportowe będące spółkami działającymi na podstawie przepisów ustawy z dnia 25 czerwca 2010 r. o sporcie[7].

Organizacjami prowadzącymi działalność pożytku publicznego nie mogą być zgodnie z art. 4 ustawy o działalności pożytku publicznego i o wolontariacie:
- partie polityczne
- związki zawodowe i organizacje pracodawców
- samorządy zawodowe
- fundacje utworzone przez partie polityczne
- europejskie fundacje polityczne.

Spółki non profit mogą funkcjonować jako:
- „spółki, które spełniają warunki przewidziane w ustawie o działalności pożytku publicznego i o wolontariacie, co uprawnia je do prowadzenia działalności pożytku publicznego”[8];
- „firmy społeczne, o ile spełniają dodatkowe warunki wynikające z Wytycznych dot. realizacji projektów w obszarze włączenia społecznego i zwalczania ubóstwa z wykorzystaniem Europejskiego Funduszu Społecznego”[8].

Dokładne statystyki dotyczące liczby spółek w kraju nie są prowadzone. Firm społecznych w formie spółki z o.o. jest 562 (na podstawie listy przedsiębiorstw społecznych prowadzonej przez Departament Ekonomii Społecznej i Solidarnej Ministerstwa Rodziny, Pracy i Polityki Społecznej).

## Dochody i koszty organizacjinon-profit
Wszystkie dochody, jakie uzyskuje organizacja non-profit z prowadzonej działalności gospodarczej, dotacji, zbiórek publicznych, darowizn czy sponsoringu, są przeznaczane na jej rozwój i strukturę. Misją takich podmiotów jest niesienie pomocy społeczeństwu. 
Organizacje mogą finansować koszty funkcjonowania swojej działalności np. koszty administracyjne czy konieczność zdobycia donatorów lub sponsorów oraz elementy niezbędne do prawidłowego funkcjonowania organizacji (wynajem i wyposażenie biura, korespondencję, utrzymanie strony internetowej, etc.).

## Zadania organizacjinon-profit
Organizacje non-profit zajmują się działalnością społecznie użyteczną. Działają w obszarach niezarządzanych przez sektor publiczny i prywatny dla dobra społeczeństwa: zapewniają zatrudnienie lub edukację tym, którym państwo nie jest w stanie się zaopiekować.
Do sfery zadań publicznych, wskazanych w ustawie, zalicza się: 
- pomoc społeczną, w tym pomoc rodzinom i osobom w trudnej sytuacji życiowej oraz wyrównywanie szans tych rodzin i osób;
- wspieranie rodziny i systemu pieczy zastępczej;
- działalność na rzecz integracji i reintegracji zawodowej i społecznej osób zagrożonych wykluczeniem społecznym;
- działalność charytatywną;
- podtrzymywanie i upowszechnianie tradycji narodowej, pielęgnowanie polskości oraz rozwoju świadomości narodowej, obywatelskiej i kulturowej;
- działalność na rzecz mniejszości narodowych i etnicznych oraz języka regionalnego;
- ochronę i promocję zdrowia;
- działalność na rzecz osób niepełnosprawnych;
- promocję zatrudnienia i aktywizację zawodową osób pozostających bez pracy i zagrożonych zwolnieniem z pracy;
- działalność na rzecz równych praw kobiet i mężczyzn;
- działalność na rzecz osób w wieku emerytalnym;
- działalność wspomagającą rozwój gospodarczy, w tym rozwój przedsiębiorczości;
- działalność wspomagającą rozwój techniki, wynalazczości i innowacyjności oraz rozpowszechnianie i wdrażanie nowych rozwiązań technicznych w praktyce gospodarczej;
- działalność wspomagającą rozwój wspólnot i społeczności lokalnych;
- naukę, szkolnictwo wyższe, edukację, oświatę i wychowanie;
- wypoczynek dzieci i młodzieży;
- kulturę, sztukę, ochronę dóbr kultury i dziedzictwa narodowego;
- wspieranie i upowszechnianie kultury fizycznej;
- ekologię i ochronę zwierząt oraz ochronę dziedzictwa przyrodniczego;
- turystykę i krajoznawstwo;
- porządek i bezpieczeństwo publiczne;
- obronność państwa i działalność Sił Zbrojnych Rzeczypospolitej Polskiej;
- upowszechnianie i ochronę wolności i praw człowieka oraz swobód obywatelskich, a także działań wspomagających rozwój demokracji;
- ratownictwo i ochronę ludności;
- pomoc ofiarom katastrof, klęsk żywiołowych, konfliktów zbrojnych i wojen w kraju i za granicą;
- upowszechnianie i ochronę praw konsumentów;
- działalność na rzecz integracji europejskiej oraz rozwijania kontaktów i współpracy między społeczeństwami;
- promocję i organizację wolontariatu;
- pomoc Polonii i Polakom za granicą;
- działalność na rzecz kombatantów i osób represjonowanych;
- promocję Rzeczypospolitej Polskiej za granicą;
- działalność na rzecz rodziny, macierzyństwa, rodzicielstwa, upowszechniania i ochrony praw dziecka;
- przeciwdziałanie uzależnieniom i patologiom społecznym;
- działalność na rzecz organizacji pozarządowych oraz podmiotów z nimi zrównanych[11];
- rewitalizację;
- działalności na rzecz organizacji pozarządowych oraz innych podmiotów mogących prowadzić działalność pożytku publicznego;
- działalności na rzecz podmiotów ekonomii społecznej i przedsiębiorstw społecznych[12].

## Przykładowe organizacjenon-profitna świecie i w Polsce
- Amnesty International
- Cato Institute
- ChildVoice International
- GlobalGiving
- Public Broadcasting Service (PBS)
- Polski Czerwony Krzyż
- Olimpiady Specjalne
- United Nations Educational, Scientific and Cultural Organization (UNESCO)
- World Wildlife Fund (WWF) *
- Young Men’s Christian Association (YMCA)

## Źródła
- Grzelońska U., Rola sektora non-profit w polskiej gospodarce, Polska Akademia Nauk, nr 4, Warszawa: Instytut Nauk Ekonomicznych 2011, 325-344.
- Sektor non-profit w 2014 r., Warszawa: Główny Urząd Statystyczny 2016.
- Stoner J.A.F., Freedman R.E., Gilbert D.R., Kierowanie, Warszawa: PWE 1999.
- Zarządzanie, pod red. A.K.Koźmińskiego, Warszawa: Wydawnictwo Naukowe PWN 1998.